# Пробирка

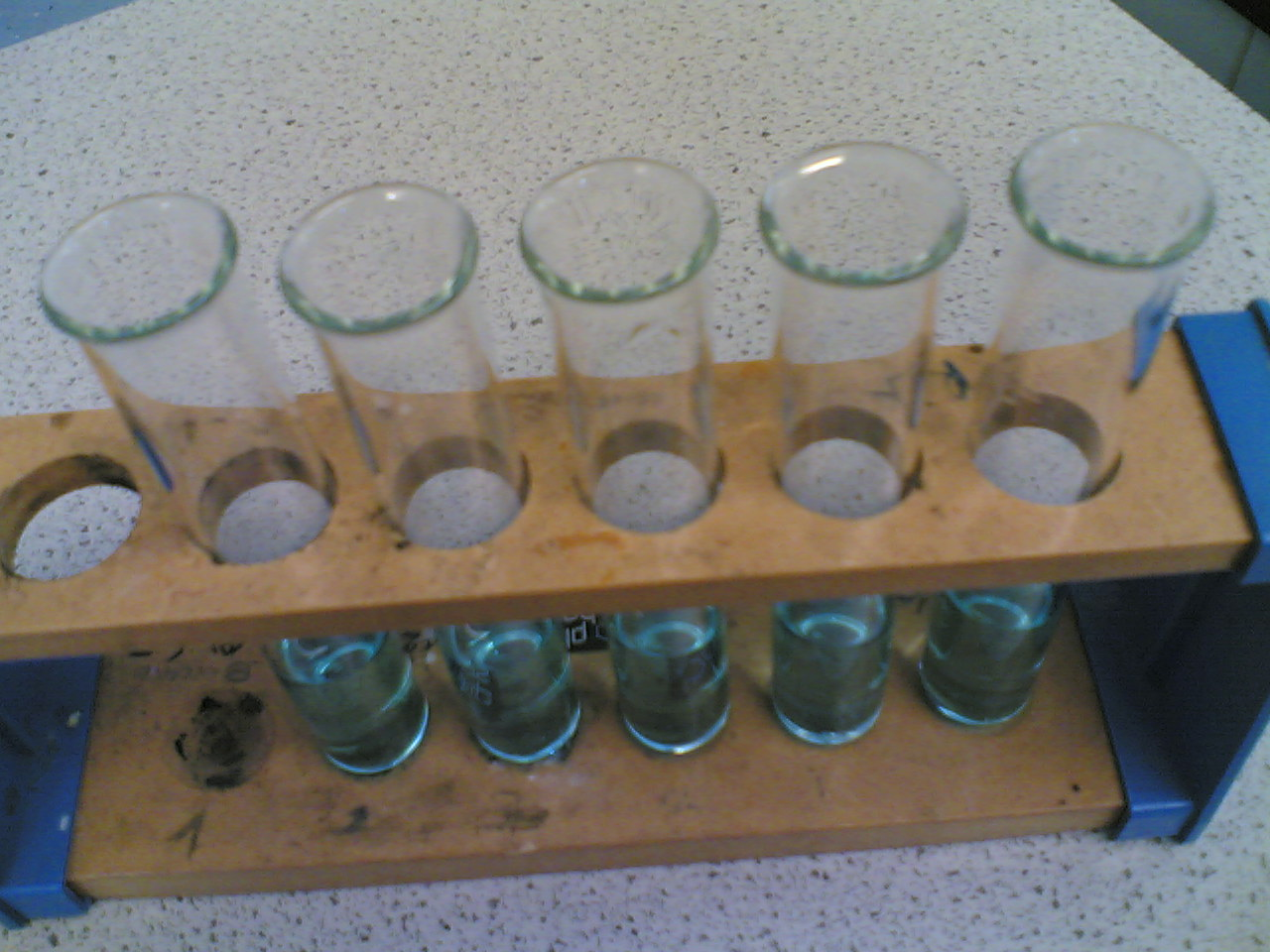
Пробирки в штативе

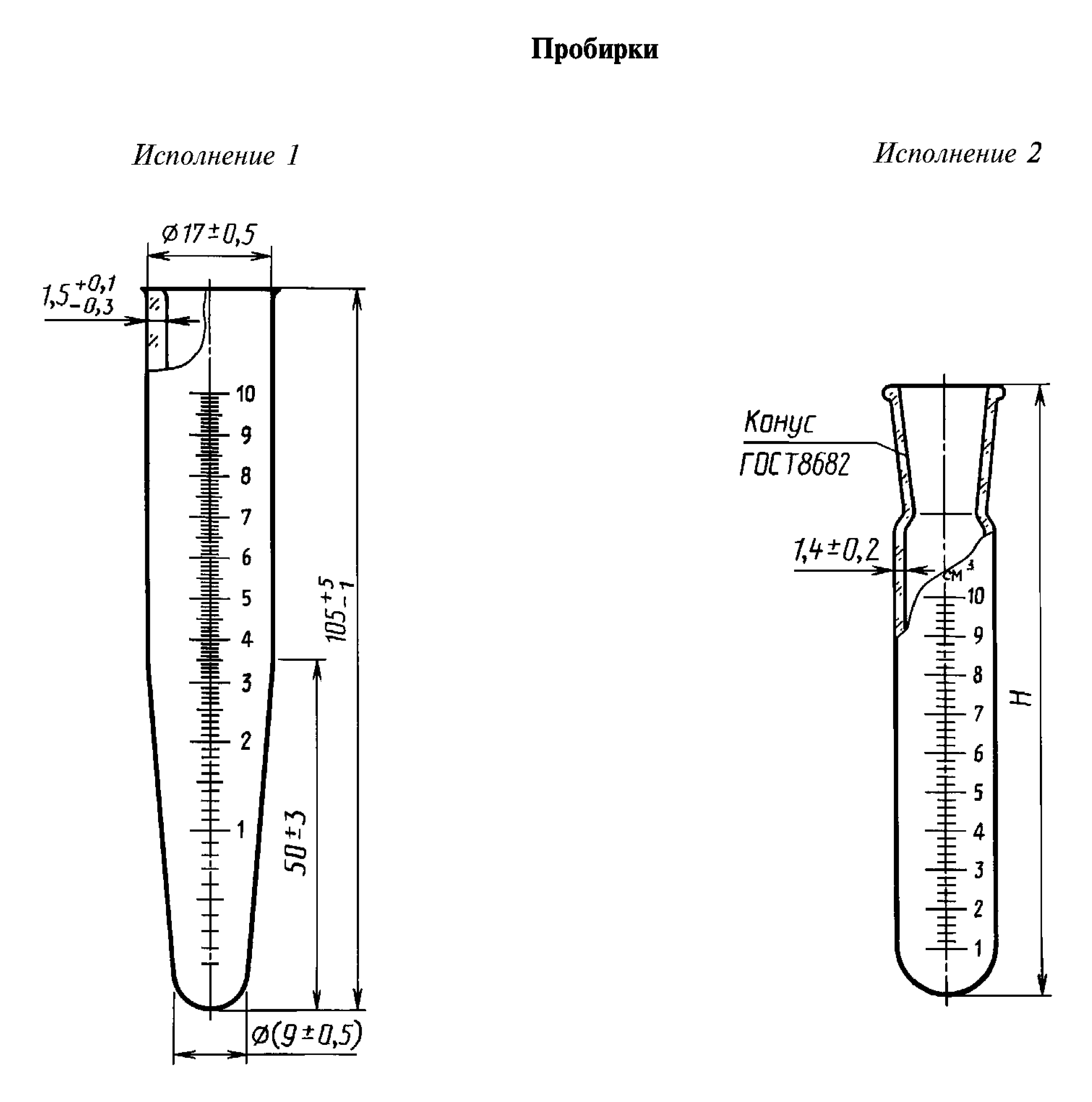
Градуированные пробирки по ГОСТ 1770-74. Слева — коническая пробирка для центрифугирования

Пробирка — специализированный сосуд цилиндрической формы, имеющий полукруглое, коническое или плоское дно. Широко используется в химических лабораториях для проведения некоторых химических реакций в малых объемах, для отбора проб химических веществ.
Чаще всего изготавливается из специального лабораторного стекла (пирекс, симакс и др.), иногда из кварцевого стекла. Делают пробирки и из пластика (с помощью литья под давлением). Поверхность пробирок иногда обрабатывается антимикробными веществами и веществами, препятствующими «прилипанию» воды к стенкам.

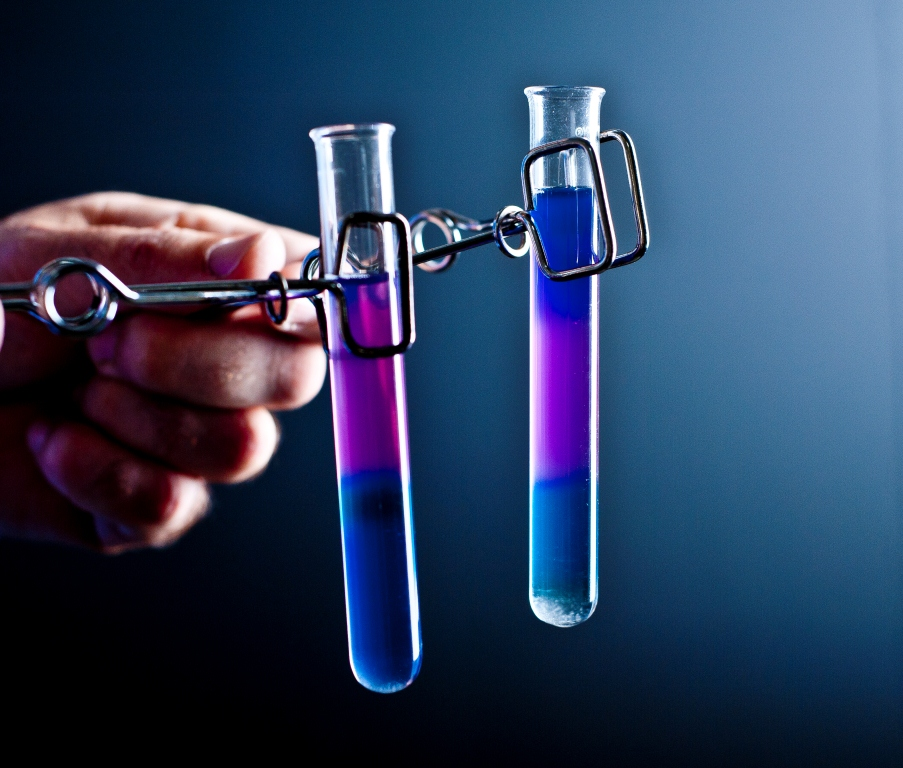
Две маленькие пробирки в пружинных зажимах

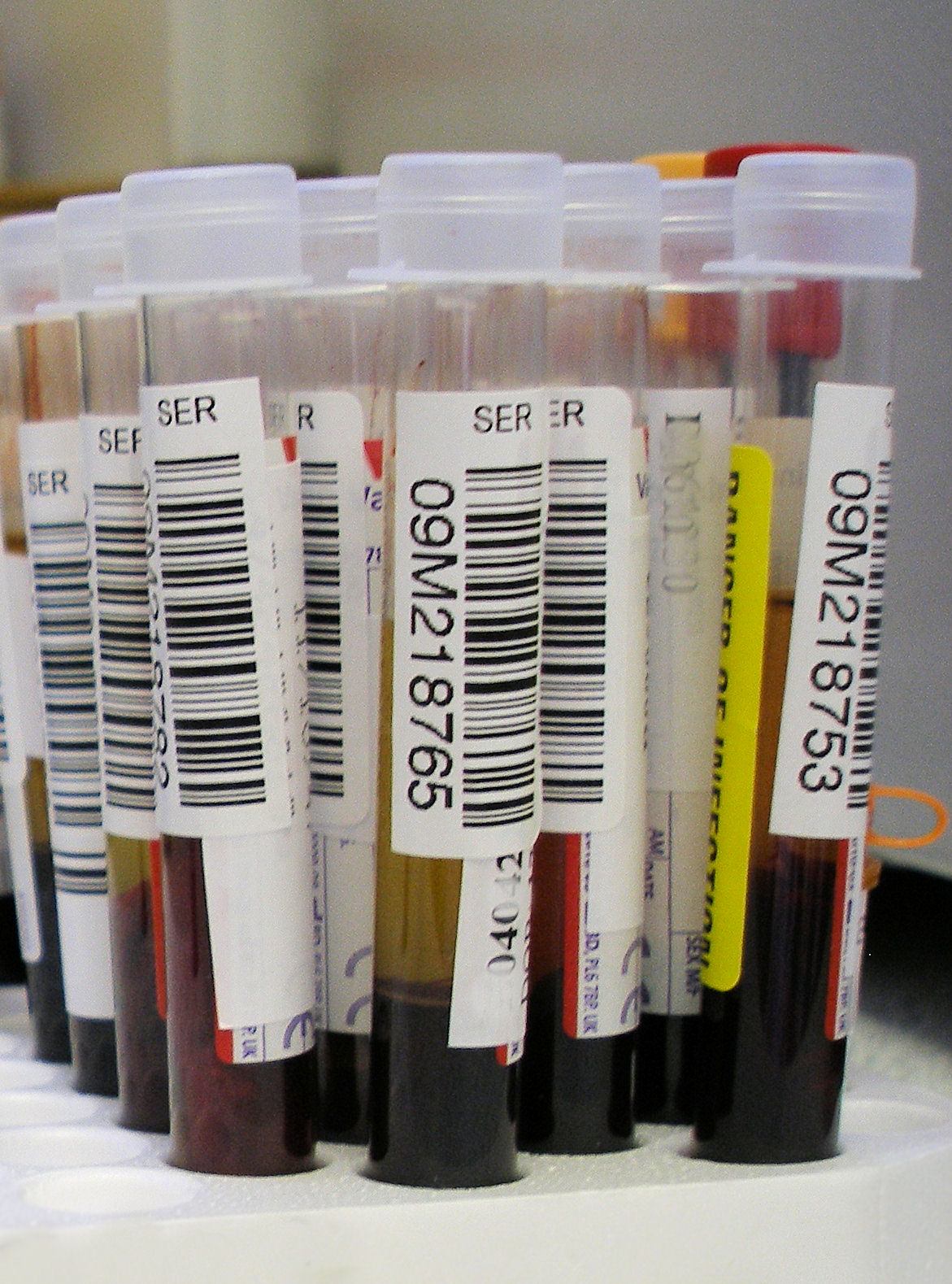
Образцы человеческой крови, собранные для анализа крови